# Ryo Tadokoro
Ryo Tadokoro (田所 諒 Tadokoro Ryo?, nacido el 8 de abril de 1986 en Osaka) es un exfutbolista japonés que jugaba de defensa.
En noviembre de 2019 anunció su retirada al finalizar la temporada.

## Trayectoria

### Clubes
| Club            | País  | Año       |
| --------------- | ----- | --------- |
| Fagiano Okayama | Japón | 2009-2015 |
| Yokohama FC     | Japón | 2016-2019 |

## Estadística de carrera

### J. League
| Club            | Año   | J. League | J. League | Copa J. League | Copa J. League | Total | Total |
| Club            | Año   | Part.     | Goles     | Part.          | Goles          | Part. | Goles |
| --------------- | ----- | --------- | --------- | -------------- | -------------- | ----- | ----- |
| Fagiano Okayama | 2009  | 16        | 0         | -              | -              | 16    | 0     |
| Fagiano Okayama | 2010  | 30        | 1         | -              | -              | 30    | 1     |
| Fagiano Okayama | 2011  | 14        | 0         | -              | -              | 14    | 0     |
| Fagiano Okayama | 2012  | 34        | 4         | -              | -              | 34    | 4     |
| Fagiano Okayama | 2013  | 40        | 3         | -              | -              | 40    | 3     |
| Fagiano Okayama | 2014  | 40        | 2         | -              | -              | 40    | 2     |
| Fagiano Okayama | 2015  | 34        | 1         | -              | -              | 34    | 1     |
| Yokohama FC     | 2016  | 31        | 0         | -              | -              | 31    | 0     |
| Yokohama FC     | 2017  | 39        | 0         | -              | -              | 39    | 0     |
| Total           | Total | 278       | 11        | 0              | 0              | 278   | 11    |